# Ґбелянський потік
Ґбелянський потік (словац. Gbeliansky potok) — річка; притока Вагу, протікає в окрузі Жиліна.
Довжина приблизно 5,8 км. Витік лежить у масиві Середні Бексиди (геоморфологічна підодиниця Кисуцька Верховина; схил гори Сулін) — на висоті приблизно 547 метрів. Впадає річка Котрчіна.
Протікає територією сіл Ґбеляни; Варін і Мойш. Впадає у Ваг (водосховище Жиліна) на висоті приблизно 344—345 метрів.